# Boštjan Juras
Boštjan Juras, slovenski častnik.
Polkovnik Juras je bivši poveljnik 18. bataljona RKBO. Trenutno je predstavnik poveljnika Natovega poveljstva v Skopju.

## Vojaška kariera
- predstavnik poveljnika Natovega poveljstva v Skopju (2008 - )
- povišan v podpolkovnika (2008)
- poveljnik 18. bataljon RKBO SV (2000 - )

## Odlikovanja
- bronasta medalja Slovenske vojske
- spominski znak ob deseti obletnici vojne za Slovenijo
- medalja v službi miru (16. november 2010)[2]